# Indianapolis 500 1960
Das 44. Indianapolis 500 1960 (offiziell 43th International 500-Mile Sweepstakes) fand am 30. Mai 1960 auf dem Indianapolis Motor Speedway in Indianapolis statt und war das dritte Rennen der Automobil-Weltmeisterschaft 1960 sowie das zweite Rennen der USAC-Saison 1960.

## Bericht

### Hintergrund

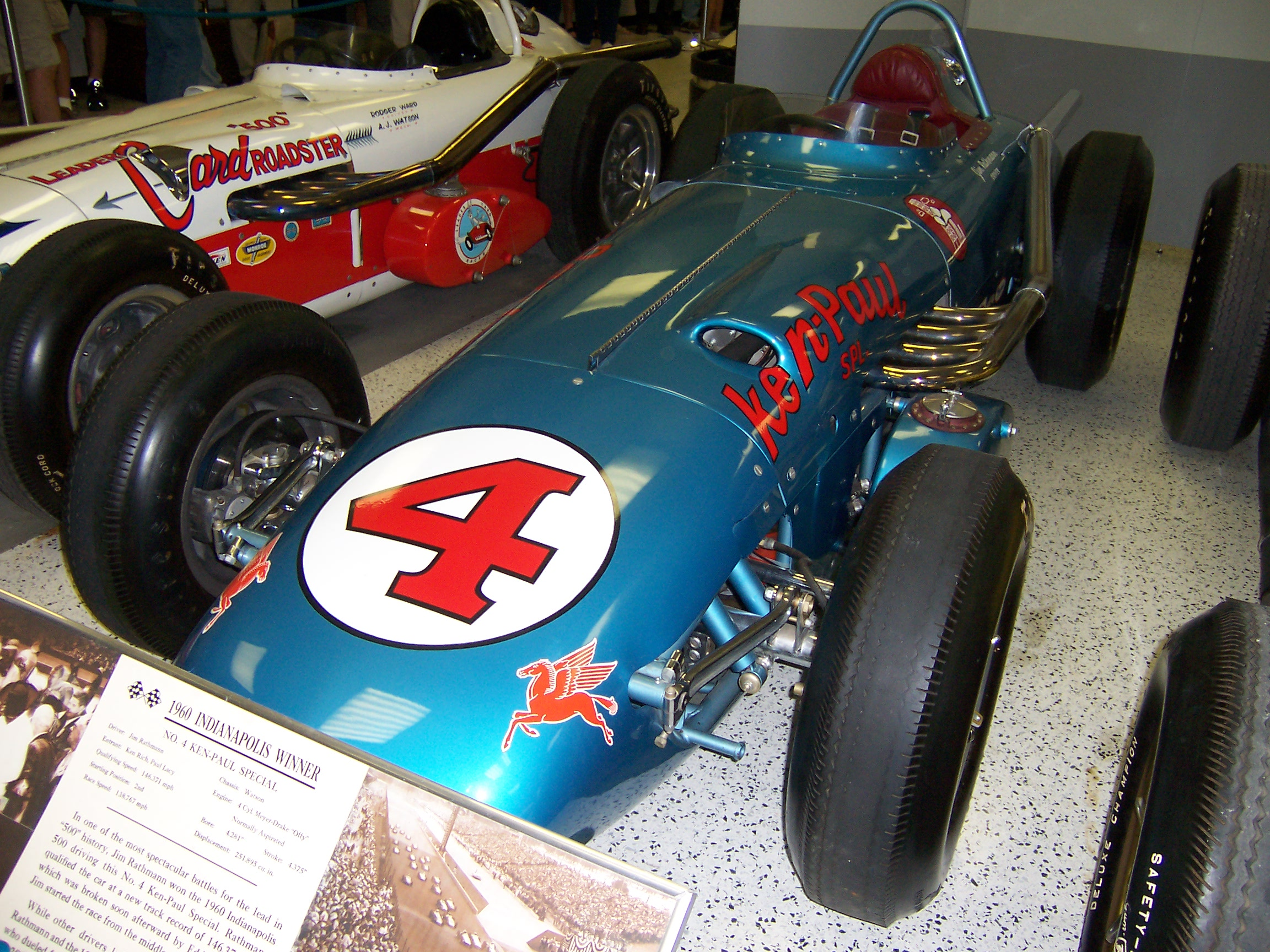
Watson-Offenhauser – Wagen des Siegers Jim Rathmann

Das Indianapolis 500 zählte 1960 zum letzten Mal zur Automobilweltmeisterschaft und fand nur einen Tag nach dem Großen Preis von Monaco 1960 statt. Erneut nahm kein europäisches Team am Rennen teil. Das Rennen war das letzte Formel-1-Rennen, bei dem ausschließlich frontmotorbetriebene Wagen an den Start gingen, erst ein Jahr später starteten auch beim Indianapolis 500 erstmals heckmotorbetriebene Wagen, ein Trend der in dieser Rennserie aber im Gegensatz zur Automobilweltmeisterschaft erst begann sich durchzusetzen. Da das Indianapolis 500 in den vorherigen Jahren regelmäßig als Streichresultat angesehen wurde und man mit dem Großen Preis der USA ein anderes Rennen in Nordamerika etabliert hatte, verzichtete man ab 1961 auf das Indianapolis 500 als Teil der Automobilweltmeisterschaft, erst im Jahre 2000 fand mit dem Großen Preis der USA wieder ein Rennen auf der Rennstrecke statt. Allerdings wurde dann nicht mehr das Oval, sondern ein Straßenkurs befahren.
Viele Teams nutzten weiterhin das erfolgreichste Chassis der 1950er Jahre, Kurtis Kraft, wobei die Gesamtanzahl dieser Wagen erneut zurückging. Watson-Fahrzeuge wurden ebenfalls häufig verwendet, vor allem weil dieser Wagen das Indianapolis 500 1959 überlegen mit einem Doppelsieg gewonnen hatte. Weitere verwendete Chassis waren Kuzma, Epperly, Lesovsky, Ewing, Trevis, Christensen und Mesowski. Alle Fahrer, die sich für das Indianapolis 500 qualifizierten, hatten Offenhauser-Aggregate in ihren Wagen, Fahrern mit Novi-Motoren qualifizierten sich nicht.
Mit Jimmy Bryan, Rodger Ward und Troy Ruttman nahmen drei ehemalige Sieger des Indianapolis 500 am Rennen teil.

### Training
Vier Trainingssession wurden an verschiedenen Rennwochenenden abgehalten um die Startaufstellung zu ermitteln, wobei der dritte Zeitfahrwettbewerb aufgrund heftigen Regens abgesagt wurde. Am 14. Mai wurde das erste Zeitfahren veranstaltet, das die Pole-Position bestimmte. 16 Fahrer qualifizierten sich an diesem Tag für die ersten Positionen in der Startaufstellung, Eddie Sachs auf Ewing war der Schnellste. Mit einem neuen Rundenrekord erreichte er damit die einzige Formel-1-Pole-Position seiner Karriere. Hinter Sachs qualifizierten sich Jim Rathmann und Ward, die im Vorjahr im Rennen Platz eins und zwei belegten. Beide Fahrer fuhren erneut Watson-Fahrzeuge und auch hinter ihnen qualifizierten sich drei dieser Wagen. Dick Rathmann belegte Position vier vor Len Sutton und Ruttman. Dahinter starteten Eddie Johnson vor Don Branson, Chuck Stevenson und Jimmy Bryan. Bester Fahrer mit einem Kurtis Kraft Wagen war Don Freeland auf der elften Position. Als letzter Fahrer an diesem ersten Tag qualifizierte sich A.J. Foyt, späterer viermaliger Gewinner des Indianapolis 500, auf Platz 16.
Einen Tag später fand das zweite Zeitfahren statt, es wurden die Positionen 17 bis 22 ermittelt. Johnny Thomson war der schnellste, seine Zeit hätte am ersten Zeitfahrtag für den zweiten Platz gereicht. Die letzten elf Startplätze wurden am 22. Mai ermittelt, Jim Hurtubise war der schnellste Fahrer.

### Rennen
Das Rennen wurde von einem Tribüneneinsturz überschattet, bei dem zwei Zuschauer getötet und mehr als 80 verletzt wurden. Bis zu diesem Rennen war es erlaubt, im Inneren des Ovals private Tribünen aufzubauen. Die Struktur dieser Tribünen war meist nur improvisiert und es gab keine Sicherheitsvorschriften, die beachtet werden mussten. Eine dieser Bauten, die aufgrund von günstigen Ticketpreisen stark ausgelastet waren, brach unter der Last der Zuschauer während der Einführungsrunde zusammen, da sich die Zuschauer gleichzeitig von ihren Sitzen erhoben und nach vorne beugten, um eine bessere Sicht auf das Fahrerfeld zu haben. Die Tribüne kippte nach vorn und begrub die Menschen unter sich. Als Folge des Unglücks wurden die privaten Tribünen verboten und man erneuerte die Sicherheitsvorschriften für die regulären Tribünen an der Strecke.
Vorjahressieger Ward gewann das Startduell gegen Sachs und führte die erste Runde an, bis Sachs konterte und für die nächsten beiden Runden führte. Dahinter duellierten sich Jim Rathmann und Ruttman um Position drei, beide Fahrer schlossen aber auf die Spitze auf es entstand ein Kampf zwischen diesen vier Fahrern um Platz eins, der eine Rekordanzahl von Führungswechseln beinhaltete. Der erste Ausfall des Rennens fand in Runde 11 statt, als Dempsey Wilson seinen Wagen mit defektem Magnetzünder abstellte.
Ward führte das Rennen bis zur Runde 18 an, als Ruttman ihn überholte. Fünf Runden später übernahm Jim Rathmann die Führung, die er in Rennrunde 38 wieder an Ward abgab. Unterdessen schied Al Herman mit Kupplungsschaden aus. Gelb wurde gezeigt als Duane Carter sich drehte, aber keine Begrenzungsmauer berührte, er setzte das Rennen anschließend fort. Sachs überholte Ward, wurde einige Runden später jedoch von Ruttman überholt. Er blieb vier Umläufe an der Spitze, bis Sachs wieder konterte und die Führung erneut übernahm. Während Ward, Sachs, Jim Rathmann und Ruttman sich duellierten und sehr oft die Positionen tauschten, fielen im hinteren Feld Dick Rathmann und Len Sutton mit technischen Defekten aus. In den Runden 57 bis 85 gab es an der Spitze einen Zweikampf zwischen Sachs und Jim Rathmann, bei dem sieben Mal die Führung wechselte. Anschließend war es jedoch Johnny Thomson, der die Führung übernahm. Ward würgte den Motor seines Wagens beim ersten Boxenstopp zweimal ab und verlor dadurch den Anschluss an die Spitze. Andere Fahrer, wie Jim McWithey, Gene Force, Johnny Boyd, A.J. Foyt schieden in diesem Renndrittel mit technischen Defekten aus, Eddie Russo und Wayne Weiler verunfallten. Eine weitere Ausfallserie, die ab Runde 125 begann, brachte die Vorentscheidung beim Duell an der Spitze. Tony Bettenhausen hatte einen Motorschaden, der ihn in der Boxengasse dazu zwang, während der Fahrt aus dem Wagen zu springen, um keine Verbrennungen zu erleiden. Freeland und Sachs schieden mit defektem Magnetzünder aus und für Ruttman war in Runde 134 das Rennen durch einen Getriebeschaden beendet. Im weiteren Rennverlauf schieden noch Jimmy Bryan, Jim Hurtubise und Shorty Templeman aus.
Somit wurde das Duell um den Sieg ein Dreikampf zwischen dem Führenden Jim Rathmann und seinen Verfolgern Ward und Thompson. Ein spannender Kampf zwischen Jim Rathmann und Ward entstand, die Führung wechselte bis zur letzten Rennrunde 14 mal, während Thomson den beiden Fahrern immer näher kam. Die endgültige Rennentscheidung fiel erneut durch die Haltbarkeit der Wagen. Thomson bekam Motorprobleme, er fiel bis auf Position fünf zurück. Bei Ward deutete sich ein Reifenschaden an, er ließ aus diesem Grund drei Runden vor Rennende Jim Rathmann passieren und fuhr auf Sicherheit, um den zweiten Platz zu halten.
Jim Rathmann gewann sein einziges Indianapolis 500 vor Ward und Paul Goldsmith, der sich von Startplatz 26 auf den dritten Platz verbessert hatte und knapp vor Don Branson die Ziellinie überquerte. Somit waren wie im Vorjahr erneut zwei Watson-Wagen auf den ersten zwei Plätzen. In der Fahrerwertung stieg Jim Rathmann auf Position drei hinter Bruce McLaren und Stirling Moss, Rodger Ward auf Rang fünf. Beide Fahrer nahmen aber an keinem weiteren Rennen der Automobilweltmeisterschaft 1960 teil. Dies war in der selbigen auch der vorletzte Sieg eines frontmotorbetriebenen Wagens.

## Meldeliste
In der Meldeliste sind nur die Fahrzeuge aufgeführt, die die Qualifikation geschafft haben.
| Team                      | Nr. | Fahrer            | Chassis           | Motor              | Reifen |
| ------------------------- | --- | ----------------- | ----------------- | ------------------ | ------ |
| Leader Cards Inc.         | 01  | Rodger Ward       | Watson            | Offenhauser 4.5 L4 | F      |
| Leader Cards Inc.         | 65  | Chuck Stevenson   | Watson            | Offenhauser 4.5 L4 | F      |
| Lindsey Hopkins           | 02  | Tony Bettenhausen | Watson            | Offenhauser 4.5 L4 | F      |
| Racing Associates         | 03  | Johnny Thomson    | Lesovsky          | Offenhauser 4.5 L4 | F      |
| Ken-Paul Inc.             | 04  | Jim Rathmann      | Watson            | Offenhauser 4.5 L4 | F      |
| Bignotti-Bowes Racing     | 05  | A.J. Foyt         | Kurtis Kraft 500J | Offenhauser 4.5 L4 | F      |
| Bignotti-Bowes Racing     | 08  | Johnny Boyd       | Epperly           | Offenhauser 4.5 L4 | F      |
| Dean Van Lines            | 06  | Eddie Sachs       | Ewing             | Offenhauser 4.5 L4 | F      |
| Bob Estes                 | 07  | Don Branson       | Phillips          | Offenhauser 4.5 L4 | F      |
| Peter Salemi & Nick Rini  | 09  | Len Sutton        | Watson            | Offenhauser 4.5 L4 | F      |
| George Salih              | 10  | Jimmy Bryan       | Epperly           | Offenhauser 4.5 L4 | F      |
| William P. Forbes         | 14  | Bobby Grim        | Meskowski         | Offenhauser 4.5 L4 | F      |
| Hoover Motor Express Inc. | 16  | Jim McWithey      | Epperly           | Offenhauser 4.5 L4 | F      |
| J. Ensley & S. Murphy     | 17  | Duane Carter      | Kuzma             | Offenhauser 4.5 L4 | F      |
| Jim Robbins               | 18  | Bud Tingelstad    | Trevis            | Offenhauser 4.5 L4 | F      |
| Jim Robbins               | 22  | Eddie Johnson     | Trevis            | Offenhauser 4.5 L4 | F      |
| Jim Robbins               | 97  | Dick Rathmann     | Watson            | Offenhauser 4.5 L4 | F      |
| JS Donaldson              | 23  | Dempsey Wilson    | Kurtis Kraft 500G | Offenhauser 4.5 L4 | F      |
| Federal Auto Associates   | 26  | Shorty Templeman  | Kurtis Kraft 500C | Offenhauser 4.5 L4 | F      |
| Federal Auto Associates   | 38  | Bob Christie      | Kurtis Kraft 500C | Offenhauser 4.5 L4 | F      |
| Leonard A. Faas           | 27  | Red Amick         | Epperly           | Offenhauser 4.5 L4 | F      |
| John Zink                 | 28  | Troy Ruttman      | Watson            | Offenhauser 4.5 L4 | F      |
| Ansted Rotary Corp        | 32  | Wayne Weiler      | Epperly           | Offenhauser 4.5 L4 | F      |
| Roy McKay                 | 37  | Gene Force        | Kurtis Kraft 500G | Offenhauser 4.5 L4 | F      |
| Norman Hall               | 39  | Bill Homeier      | Kuzma             | Offenhauser 4.5 L4 | F      |
| Peter Schmidt             | 44  | Bob Veith         | Meskowski         | Offenhauser 4.5 L4 | F      |
| CO. Prather               | 46  | Eddie Russo       | Kurtis Kraft 500G | Offenhauser 4.5 L4 | F      |
| Chapman S. Root           | 48  | Gene Hartley      | Kurtis Kraft 500G | Offenhauser 4.5 L4 | F      |
| Ernest L. Ruiz            | 56  | Jim Hurtubise     | Christensen       | Offenhauser 4.5 L4 | F      |
| Joe Hunt                  | 73  | Don Freeland      | Kurtis Kraft 500H | Offenhauser 4.5 L4 | F      |
| Joe Hunt                  | 76  | Al Herman         | Ewing             | Offenhauser 4.5 L4 | F      |
| George Walther Jr.        | 77  | Mike Magill       | Sutton            | Offenhauser 4.5 L4 | F      |
| J.C. Agajanian            | 98  | Lloyd Ruby        | Watson            | Offenhauser 4.5 L4 | F      |
| Norman C. Demler          | 99  | Paul Goldsmith    | Epperly           | Offenhauser 4.5 L4 | F      |

## Klassifikationen

### Startaufstellung
| Pos. | Fahrer            | Konstrukteur             | Zeit    | Ø-Geschwindigkeit | Start |
| ---- | ----------------- | ------------------------ | ------- | ----------------- | ----- |
| 01   | Eddie Sachs       | Ewing-Offenhauser        | 1:01,40 | 235,99 km/h       | 01    |
| 02   | Jim Rathmann      | Watson-Offenhauser       | 1:01,50 | 235,61 km/h       | 02    |
| 03   | Rodger Ward       | Watson-Offenhauser       | 1:01,83 | 234,35 km/h       | 03    |
| 04   | Dick Rathmann     | Watson-Offenhauser       | 1:01,84 | 234,31 km/h       | 04    |
| 05   | Len Sutton        | Watson-Offenhauser       | 1:01,88 | 234,16 km/h       | 05    |
| 06   | Troy Ruttman      | Watson-Offenhauser       | 1:01,91 | 234,05 km/h       | 06    |
| 07   | Eddie Johnson     | Trevis-Offenhauser       | 1:02,07 | 233,45 km/h       | 07    |
| 08   | Don Branson       | Phillips-Offenhauser     | 1:02,18 | 233,03 km/h       | 08    |
| 09   | Chuck Stevenson   | Watson-Offenhauser       | 1:02,21 | 232,92 km/h       | 09    |
| 10   | Jimmy Bryan       | Epperly-Offenhauser      | 1:02,27 | 232,70 km/h       | 10    |
| 11   | Don Freeland      | Kurtis Kraft-Offenhauser | 1:02,35 | 232,40 km/h       | 11    |
| 12   | Lloyd Ruby        | Watson-Offenhauser       | 1:02,41 | 232,17 km/h       | 12    |
| 13   | Johnny Boyd       | Epperly-Offenhauser      | 1:02,60 | 231,47 km/h       | 13    |
| 14   | Bob Christie      | Kurtis Kraft-Offenhauser | 1:02,66 | 231,25 km/h       | 14    |
| 15   | Wayne Weiler      | Epperly-Offenhauser      | 1:02,71 | 231,06 km/h       | 15    |
| 16   | A.J. Foyt         | Kurtis Kraft-Offenhauser | 1:02,73 | 230,99 km/h       | 16    |
| 17   | Johnny Thomson    | Lesovsky-Offenhauser     | 1:01,46 | 235,76 km/h       | 17    |
| 18   | Tony Bettenhausen | Watson-Offenhauser       | 1:01,98 | 233,79 km/h       | 18    |
| 19   | Shorty Templeman  | Kurtis Kraft-Offenhauser | 1:02,56 | 231,62 km/h       | 19    |
| 20   | Gene Force        | Kurtis Kraft-Offenhauser | 1:02,73 | 230,99 km/h       | 20    |
| 21   | Bobby Grim        | Meskowski-Offenhauser    | 1:02,87 | 230,48 km/h       | 21    |
| 22   | Red Amick         | Epperly-Offenhauser      | 1:02,9  | 230,37 km/h       | 22    |
| 23   | Jim Hurtubise     | Christensen-Offenhauser  | 1:02,41 | 232,17 km/h       | 23    |
| 24   | Gene Hartley      | Kurtis Kraft-Offenhauser | 1:02,55 | 231,65 km/h       | 24    |
| 25   | Bob Veith         | Meskowski-Offenhauser    | 1:02,78 | 230,81 km/h       | 25    |
| 26   | Paul Goldsmith    | Epperly-Offenhauser      | 1:03,03 | 229,89 km/h       | 26    |
| 27   | Duane Carter      | Kuzma-Offenhauser        | 1:03,1  | 229,64 km/h       | 27    |
| 28   | Bud Tingelstad    | Trevis-Offenhauser       | 1:03,22 | 229,20 km/h       | 28    |
| 29   | Eddie Russo       | Kurtis Kraft-Offenhauser | 1:03,29 | 228,95 km/h       | 29    |
| 30   | Al Herman         | Ewing-Offenhauser        | 1:03,45 | 228,37 km/h       | 30    |
| 31   | Bill Homeier      | Kuzma-Offenhauser        | 1:03,72 | 227,40 km/h       | 31    |
| 32   | Jim McWithey      | Epperly-Offenhauser      | 1:04,11 | 226,02 km/h       | 32    |
| 33   | Dempsey Wilson    | Kurtis Kraft-Offenhauser | 1:02,84 | 230,59 km/h       | 33    |

### Rennen
| Pos. | Fahrer            | Konstrukteur             | Runden | Stopps | Zeit        | Start | Schnellste Runde |
| ---- | ----------------- | ------------------------ | ------ | ------ | ----------- | ----- | ---------------- |
| 01   | Jim Rathmann      | Watson-Offenhauser       | 200    |        | 3:36:11,360 | 02    | 1:01,590         |
| 02   | Rodger Ward       | Watson-Offenhauser       | 200    |        | + 12,750    | 03    |                  |
| 03   | Paul Goldsmith    | Epperly-Offenhauser      | 200    |        | + 3:07,30   | 26    |                  |
| 04   | Don Branson       | Phillips-Offenhauser     | 200    |        | + 3:07,980  | 08    |                  |
| 05   | Johnny Thomson    | Lesovsky-Offenhauser     | 200    |        | + 3:11,350  | 17    |                  |
| 06   | Eddie Johnson     | Trevis-Offenhauser       | 200    |        | + 4:10,610  | 07    |                  |
| 07   | Lloyd Ruby        | Watson-Offenhauser       | 200    |        | + 4:25,590  | 12    |                  |
| 08   | Bob Veith         | Meskowski-Offenhauser    | 200    |        | + 5:17,480  | 25    |                  |
| 09   | Bud Tingelstad    | Trevis-Offenhauser       | 200    |        | + 8:40,280  | 28    |                  |
| 10   | Bob Christie      | Kurtis Kraft-Offenhauser | 200    |        | + 8:40,280  | 14    |                  |
| 11   | Red Amick         | Epperly-Offenhauser      | 200    |        | + 11:11,580 | 22    |                  |
| 12   | Duane Carter      | Kuzma-Offenhauser        | 200    |        | + 11:17,200 | 27    |                  |
| 13   | Bill Homeier      | Kuzma-Offenhauser        | 200    |        | + 12:10,710 | 31    |                  |
| 14   | Gene Hartley      | Kurtis Kraft-Offenhauser | 196    |        | + 4 Runden  | 24    |                  |
| 15   | Chuck Stevenson   | Watson-Offenhauser       | 196    |        | + 4 Runden  | 09    |                  |
| 16   | Bobby Grim        | Meskowski-Offenhauser    | 200    |        | + 6 Runden  | 21    |                  |
| –    | Shorty Templeman  | Kurtis Kraft-Offenhauser | 191    |        | DNF         | 19    |                  |
| –    | Jim Hurtubise     | Christensen-Offenhauser  | 185    |        | DNF         | 23    |                  |
| –    | Jimmy Bryan       | Epperly-Offenhauser      | 152    |        | DNF         | 10    |                  |
| –    | Troy Ruttman      | Watson-Offenhauser       | 134    |        | DNF         | 06    |                  |
| –    | Eddie Sachs       | Ewing-Offenhauser        | 132    |        | DNF         | 01    |                  |
| –    | Don Freeland      | Kurtis Kraft-Offenhauser | 129    |        | DNF         | 11    |                  |
| –    | Tony Bettenhausen | Watson-Offenhauser       | 125    |        | DNF         | 18    |                  |
| –    | Wayne Weiler      | Epperly-Offenhauser      | 103    |        | DNF         | 15    |                  |
| –    | A.J. Foyt         | Kurtis Kraft-Offenhauser | 90     |        | DNF         | 16    |                  |
| –    | Eddie Russo       | Kurtis Kraft-Offenhauser | 84     |        | DNF         | 05    |                  |
| –    | Johnny Boyd       | Epperly-Offenhauser      | 77     |        | DNF         | 13    |                  |
| –    | Gene Force        | Kurtis Kraft-Offenhauser | 74     |        | DNF         | 20    |                  |
| –    | Jim McWithey      | Epperly-Offenhauser      | 60     |        | DNF         | 32    |                  |
| –    | Len Sutton        | Watson-Offenhauser       | 47     |        | DNF         | 05    |                  |
| –    | Dick Rathmann     | Watson-Offenhauser       | 42     |        | DNF         | 04    |                  |
| –    | Al Herman         | Ewing-Offenhauser        | 34     |        | DNF         | 30    |                  |
| –    | Dempsey Wilson    | Kurtis Kraft-Offenhauser | 11     |        | DNF         | 33    |                  |

## WM-Stände nach dem Rennen
Die ersten sechs des Rennens bekamen 8, 6, 4, 3, 2, 1 Punkte. Es zählten nur die sechs besten Ergebnisse aus zehn Rennen. In der Konstrukteurswertung zählten nur die Punkte des bestplatzierten Fahrers eines Teams, das Indianapolis 500 zählten nicht mit.

### Fahrerwertung
| Pos. | Fahrer                         | Konstrukteur         | Punkte |
| ---- | ------------------------------ | -------------------- | ------ |
| 01   | Bruce McLaren                  | Cooper-Climax        | 14     |
| 02   | Stirling Moss                  | Cooper-Climax        | 8      |
| 03   | Jim Rathmann                   | Watson-Offenhauser   | 8      |
| 04   | Cliff Allison                  | Ferrari              | 6      |
| 05   | Rodger Ward                    | Watson-Offenhauser   | 6      |
| 06   | Phil Hill                      | Ferrari              | 4      |
| 07   | Paul Goldsmith                 | Epperly-Offenauser   | 4      |
| 08   | Carlos Menditéguy              | Cooper-Maserati      | 3      |
| 09   | Tony Brooks                    | Cooper-Climax        | 3      |
| 10   | Don Branson                    | Phillips-Offenhauser | 3      |
| 11   | Wolfgang Graf Berghe von Trips | Ferrari              | 2      |
| 12   | Jo Bonnier                     | B.R.M.               | 2      |
| 13   | Johnny Thomson                 | Lesovsky-Offenhauser | 2      |
| 14   | Innes Ireland                  | Lotus-Climax         | 1      |
| 15   | Richie Ginther                 | Ferrari              | 1      |
| 16   | Eddie Johnson                  | Trevis-Offenhauser   | 1      |
| 17   | Graham Hill                    | B.R.M.               | 0      |

| Pos. | Fahrer                    | Konstrukteur  | Punkte |
| ---- | ------------------------- | ------------- | ------ |
| 18   | Maurice Trintignant       | Cooper-Climax | 0      |
| 19   | Alberto Rodríguez Larreta | Lotus-Climax  | 0      |
| 20   | José Froilán González     | Ferrari       | 0      |
| 21   | Roberto Bonomi            | Cooper-Climax | 0      |
| 22   | Masten Gregory            | Porsche       | 0      |
| 23   | Gino Munaron              | Maserati      | 0      |
| 24   | Nasif Estéfano            | Maserati      | 0      |
| –    | Dan Gurney                | B.R.M.        | 0      |
| –    | Roy Salvadori             | Cooper-Climax | 0      |
| –    | Harry Schell              | Cooper-Climax | 0      |
| –    | Alan Stacey               | Lotus-Climax  | 0      |
| –    | Chris Bristow             | Cooper-Climax | 0      |
| –    | John Surtees              | Lotus-Climax  | 0      |
| –    | Jack Brabham              | Cooper-Climax | 0      |
| –    | Ettore Chimeri            | Maserati      | 0      |
| –    | Antonio Creus             | Maserati      | 0      |
| –    | Giorgio Scarlatti         | Maserati      | 0      |

### Konstrukteurswertung
| Pos. | Konstrukteur    | Punkte |
| ---- | --------------- | ------ |
| 01   | Cooper-Climax   | 14     |
| 02   | Ferrari         | 10     |
| 03   | Lotus           | 9      |
| 04   | Cooper-Maserati | 3      |
| –    | B.R.M.          | 2      |
| –    | Porsche         | 0      |
| –    | Maserati        | 0      |